# Distretto di Częstochowa
Il distretto di Częstochowa (in polacco powiat częstochowski) è un distretto polacco appartenente al voivodato della Slesia.

## Geografia antropica

### Suddivisioni amministrative
Il distretto comprende 16 comuni.
- Comuni urbano-rurali: Blachownia, Koniecpol
- Comuni rurali: Dąbrowa Zielona, Janów, Kamienica Polska, Kłomnice, Konopiska, Kruszyna, Lelów, Mstów, Mykanów, Olsztyn, Poczesna, Przyrów, Rędziny, Starcza